# Vénus dans la forge de Vulcain
Vénus dans la forge de Vulcain est une peinture réalisée par les trois frères Le Nain en 1641 et conservée au musée des Beaux-Arts de Reims.

## Description
Le tableau met en scène Vulcain et Vénus, deux dieux célèbres de la mythologie gréco-romaine.
La scène est décrite par Virgile dans le Chant VIII de l'Énéide.
Vénus demande à son époux Vulcain de forger une armure pour son fils Énée.
L'enfant au pied de Vénus symbolise Cupidon avec à son côté gauche un carquois rempli de flèches.
Ce tableau est un des rares tableaux des frères Le Nain en rapport avec la mythologie.

## Historique
Le tableau a été acheté par la ville de Reims en 1922.
Il a fait l'objet d’un prêt en 2020 au musée des Beaux-Arts de Rennes, pendant la fermeture du musée des Beaux-Arts de Reims pour rénovation.

## Analyse
Vulcain, dieu du feu et de la forge, est représenté avec son marteau, symbole de sa fonction.
Cupidon est représenté comme un enfant dénudé représentant l'innocence et la désinvolture, avec à son côté gauche un carquois rempli de flèches. 

## Autres œuvres sur le même thème
La scène décrite, « Vénus demandant à Vulcain de forger des armes pour son fils Énée », est demandée par de nombreux commanditaires et choisie par de nombreux artistes, en particulier pendant les XVIIe et XVIIIe siècles :
- Vénus dans la forge de Vulcain de Jean-Baptiste Jouvenet, vers 1703[3].
- Vénus et Cupidon dans la forge de Vulcain, de Pierre Paul Rubens[4].
- La Forge de Vulcain, de Giorgio Vasari (1511-1574), réalisé vers 1567-1568.
- Vénus demandant à Vulcain de forger des armes pour son fils Énée, d'Antoine van Dyck (1599–1641), 1632[5].
- Vénus demande à Vulcain des armes pour Énée, de François Boucher (1703-1770), 1732.

## Galerie

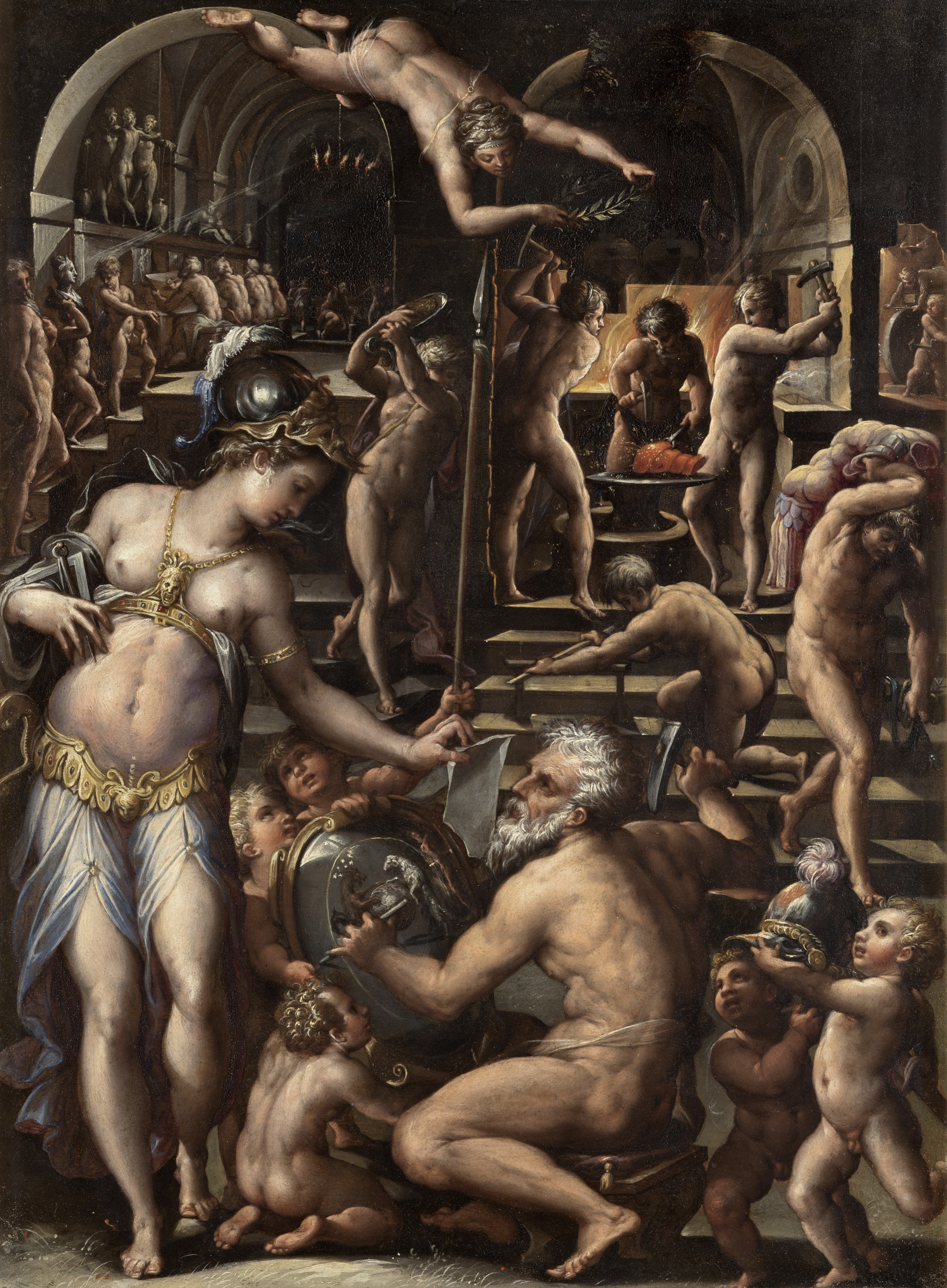
Œuvre de Giorgio Vasari
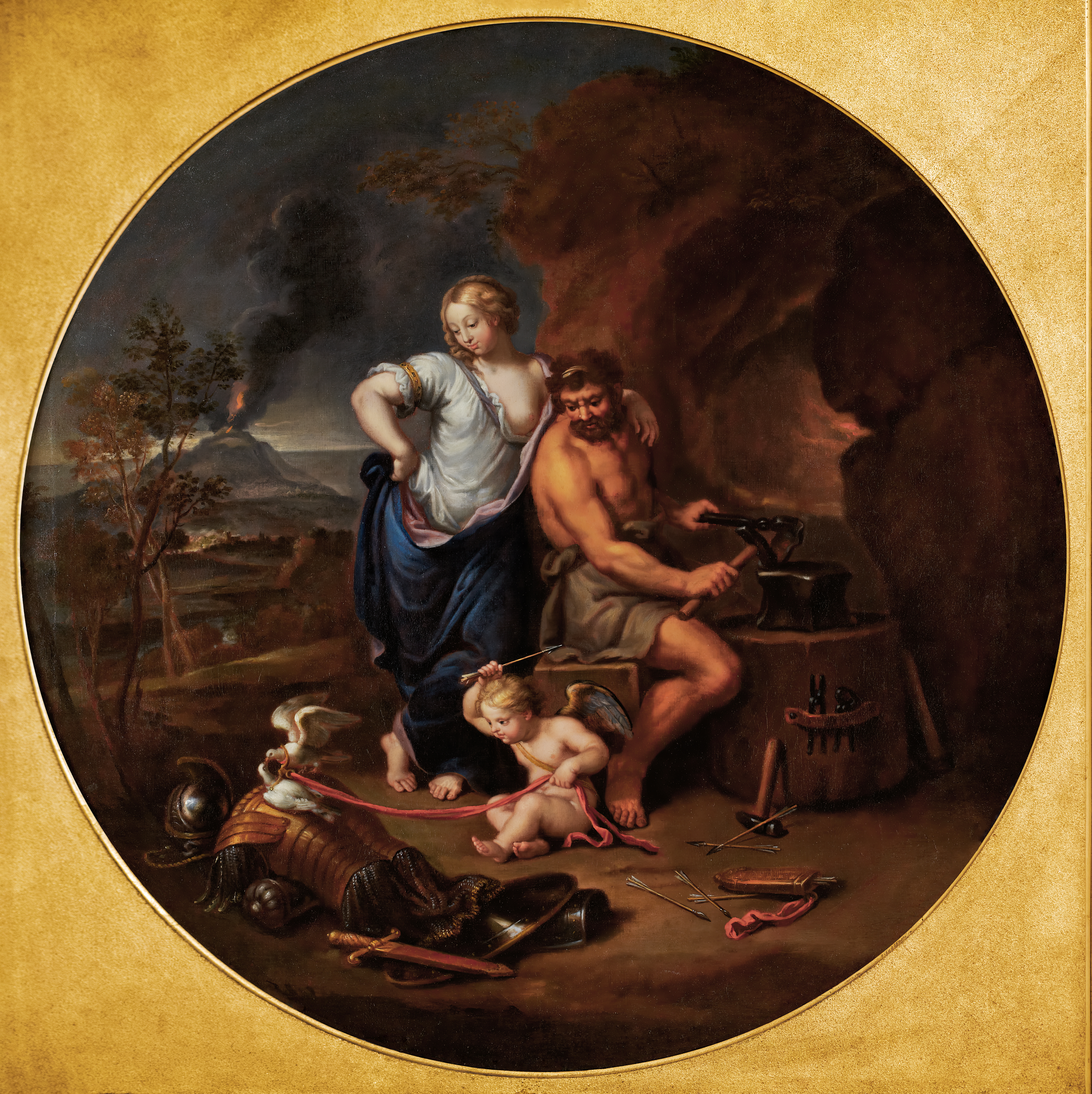
Œuvre de Pierre Mignard.
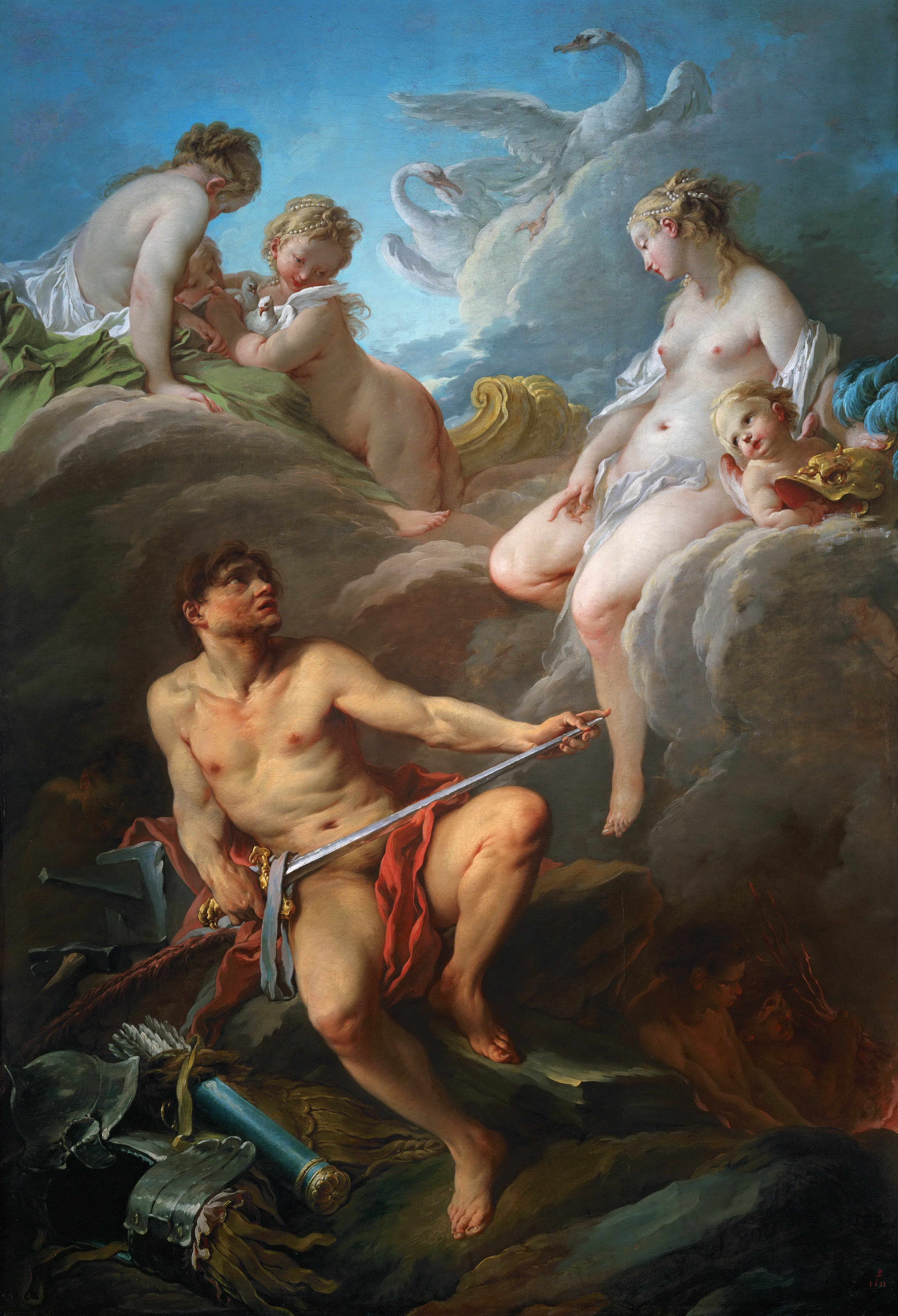
Œuvre de François Boucher